# Perstorp (Gemeinde)
Koordinaten: 56° 8′ N, 13° 24′ O

Perstorp ist eine südschwedische Gemeinde (schwedisch kommun) in der Provinz Skåne län und der historischen Provinz Schonen. Hauptort und zugleich einzige Ortschaft (tätort) ist Perstorp.
Die Gemeinde Perstorp ist bekannt für die Firma Perstorp AB, die weltweit etwa 2700 Menschen beschäftigt.
Beim Ort befindet sich das Gräberfeld von Perstorp (schwed. Perstorp gravfält).

## Persönlichkeiten
- Anne Swärd (* 1969), Schriftstellerin

## Gemeindepartnerschaften
Seit 1989 ist Nortorf in Schleswig-Holstein Partnerstadt von Perstorp.